# Kyasenahalli, Jagalur
Kyasenahalli là một làng thuộc tehsil Jagalur, huyện Davanagere, bang Karnataka, Ấn Độ.